# Odontestra atuntseana
Odontestra atuntseana är en fjärilsart som beskrevs av Max Wilhelm Karl Draudt 1950. Odontestra atuntseana ingår i släktet Odontestra och familjen nattflyn. Inga underarter finns listade i Catalogue of Life.